# Banksia blechnifolia
Banksia blechnifolia är en tvåhjärtbladig växtart som beskrevs av F. Müll.. Banksia blechnifolia ingår i släktet Banksia och familjen Proteaceae. Inga underarter finns listade i Catalogue of Life.